# William Towns
William Towns, detto Bill (1936 – Moreton-in-Marsh, giugno 1993), è stato un designer inglese.

## Biografia
Towns iniziò la sua carriera di designer nel 1954 alla casa automobilistica inglese Rootes, dove venne assunto principalmente per ideare nuovi sedili e maniglie per le portiere delle automobili. In seguito, partecipò alla progettazione della Hillman Hunter. Nel 1963 Towns si trasferì alla Rover e lavorò per il designer David Bache, allo scopo di progettare la carrozzeria della Rover-BRM. Nel 1966 Towns abbandonò la Rover per entrare nella Aston Martin; è principalmente conosciuto per essere il progettista dell'Aston Martin Lagonda.

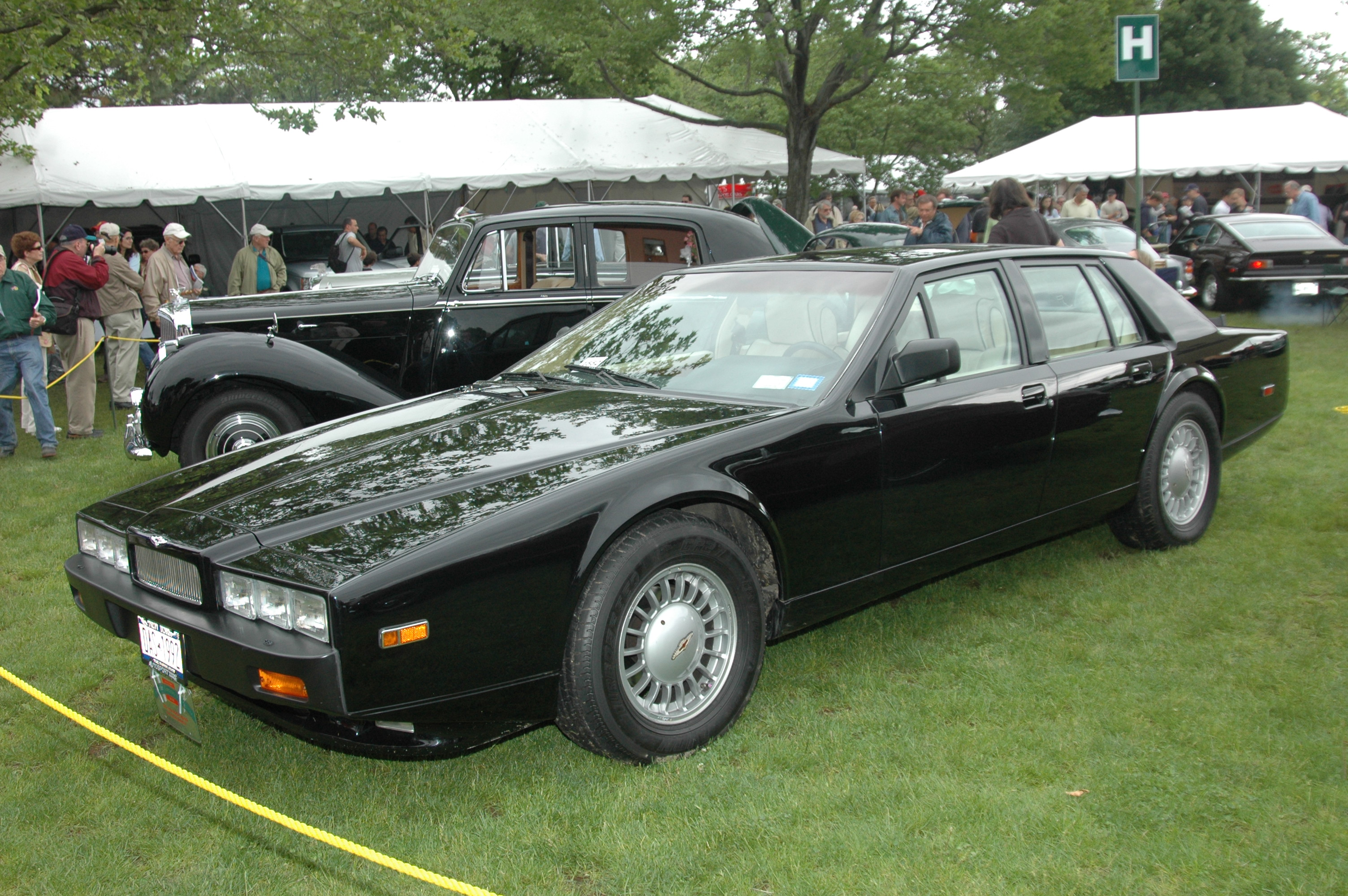
Aston Martin Lagonda, vettura più nota del designer inglese

Nel 1977 Towns lasciò la Aston Martin per dedicarsi ad altre progettazioni industriali più remunerative quali la Jensen-Healey, la kitcar Hustler, la Reliant SS2 e la Railton F28/F29.
Nel 1993 Towns morì a seguito di un cancro nella sua casa a Moreton-in-Marsh, nel Gloucestershire.
Fino al luglio 2005 le sue progettazioni vennero esposte al British Motor Museum, a Gaydon.

## Modelli disegnati
- Rover-BRM (1964)
- Aston Martin DBS (1967)
- Jensen-Healey (1972)
- Minissima (1972)
- Aston Martin Lagonda (1974)
- Microdot (1976)
- Aston Martin Lagonda Series 2 (1976)
- Hustler (1978)
- Aston Martin Bulldog (1980)
- TXC Tracer[4] (1985)
- Reliant SS2 (1988)
- Railton F28 Fairmile and F29 Claremont (1989)

## Galleria d'immagini

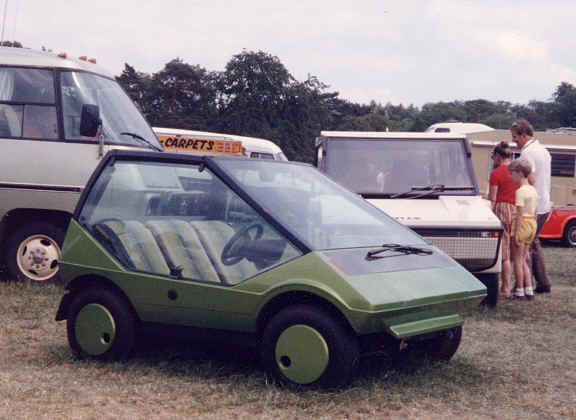
1976 Microdot
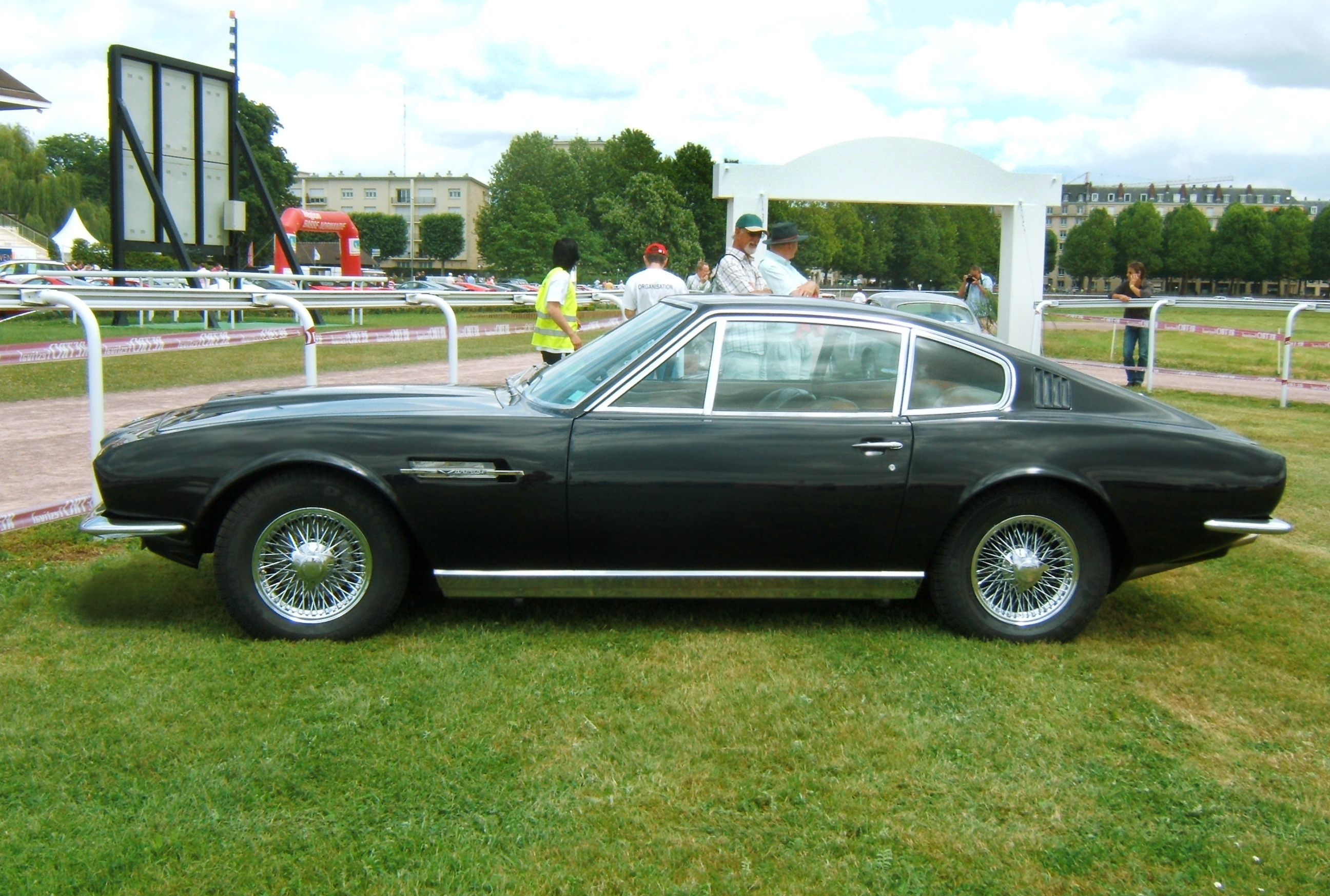
1969 Aston Martin DBS
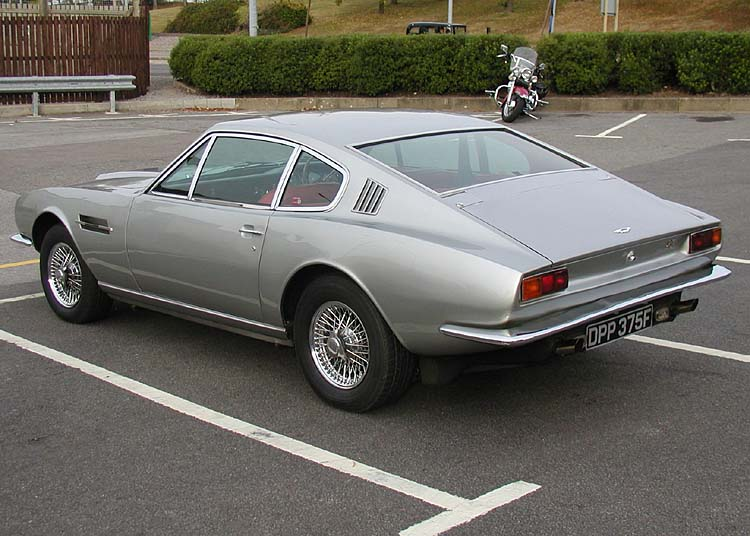
Aston Martin V8 Vantage (1977)
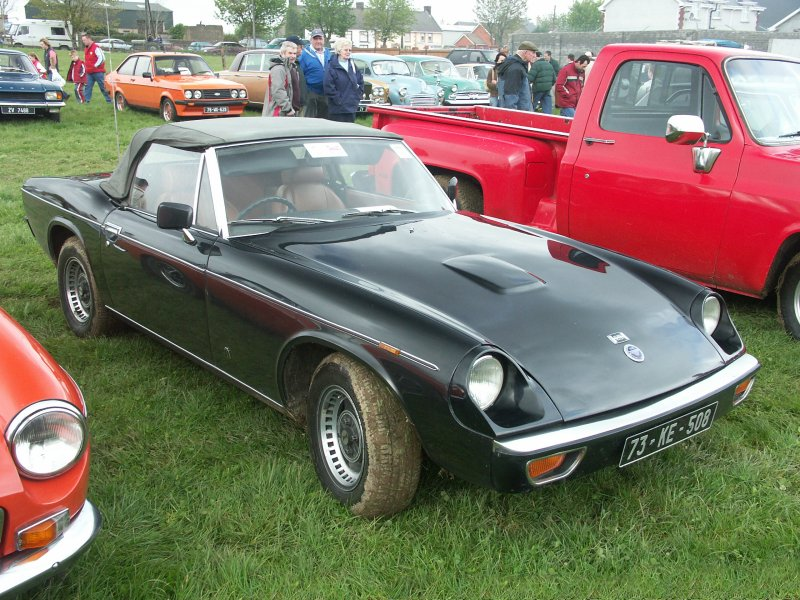
Jensen Healey